# Léo Gantelet
 (août 2012).
Si vous disposez d'ouvrages ou d'articles de référence ou si vous connaissez des sites web de qualité traitant du thème abordé ici, merci de compléter l'article en donnant les références utiles à sa vérifiabilité et en les liant à la section « Notes et références ».
Léo Gantelet, né le 30 juin 1940 à Seynod, est un écrivain français.
Au début de sa vie, il fut tout d'abord un homme d'affaires. Il a notamment co-fondé Sopra Group en 1968 avec Pierre Pasquier et François Odin.
En 1984, à l'âge de 44 ans, il change sa vie : il ouvre une galerie d'art et commence à écrire. Il est l'auteur de plusieurs recueils de poésie : Unique Langage 1991, Pourquoi 1997, Dis-moi, Lac… 2004 ; d’une traduction d’un poème (1000 vers) de l’Anglais Alfred Tennyson : Enoch Arden 1993, et d'un livre illustré de photos sur la Haute-Savoie, son pays natal où il vit toujours : Légendes des Sommets 1995.
En 1999, il part pour Compostelle à pied. C'est au cours de cette longue marche de trois mois que, chemin faisant, s'élaborera son cinquième ouvrage[Interprétation personnelle ?] (dans l’ordre chronologique) : En si bon Chemin... Vers Compostelle 2003, qui retrace sous ses multiples aspects, cette singulière aventure[non neutre]. Puis ce sera : Chevaux de Légende 2005. En 2007 il publie son premier roman : Perles d'Océan. En 2008 il publie: Shikoku, les 88 Temples de la Sagesse, le récit du pèlerinage bouddhiste qu'il a accompli au Japon en 2006 (1 400 km à pied autour de l'île de Shikoku). En 2009, le titre En si bon Chemin... Vers Compostelle étant épuisé, il est à nouveau publié dans une version augmentée.
Pendant 20 ans, à partir de 1990, Léo Gantelet a réalisé dans sa propriété un parcours initiatique jalonné de 33 sculptures chargées de symboles. À partir de 2010, cette œuvre de longue haleine - désormais dénommée Le Chemin Idéal -  étant terminée, il l’ouvre au public épisodiquement et sur rendez-vous, notamment pour les Rendez-vous aux Jardins et les Journées du Patrimoine. Cette même année 2010, il publie sous le titre Le Chemin idéal le récit détaillé de ces 20 années de création.